# ویکتور ساسونوسکی
ویکتور ساسونوسکی (انگلیسی: Viktar Sasunouski، زاده ۲۰ ژوئن ۱۹۸۹) کشتی‌گیر اهل کشور بلاروس است.
از افتخارات وی میتوان به کسب مدال نقره وزن ۸۰ کیلوگرم کشتی فرنگی در مسابقات قهرمانی کشتی جهان ۲۰۱۵ و مدال برنز وزن ۸۲ کیلوگرم کشتی فرنگی در مسابقات قهرمانی کشتی جهان ۲۰۱۸ و مدال برنز بازی‌های اروپایی ۲۰۱۵ اشاره کرد.

## مسابقات قهرمانی کشتی جهان ۲۰۱۸
ساسونوسکی در وزن ۸۲ کیلو کشتی فرنگی مسابقات قهرمانی کشتی جهان ۲۰۱۸ بوداپست حاضر بود که در مسابقه اول به پیتر باچی از مجارستان باخت و با توجه به حضور این کشتی‌گیر در فینال، به دیدار شانس مجدد رفت. او در مراحل شانس مجدد مایکل واگنر از اتریش و ماخات یرژیپوف از قزاقستان را شکست داد و به دیدار رده‌بندی رسید. وی در این دیدار اتابیک عزیزوف از قرقیزستان را شکست داد و مدال برنز وزن ۸۲ کیلوگرم را بدست آورد.